# 蛙壺菌
蛙壺菌（学名：Batrachochytrium dendrobatidis）是一種壺菌門真菌，可以引起兩棲類的壺菌病。它們最初是於1998年發現，在其後的十年內，造成了大量兩棲類的死亡，引發多個物種滅絕，是為全新世滅絕事件之一。被國際自然保護聯盟物種存續委員會的入侵物種專家小組（ISSG）列入世界百大外來入侵種。兩棲類共有12科38種會感染壺菌病，包括蛙科動物和樹蟾科青蛙，蟾蜍，蠑螈和無肺螈科。
一些兩棲類物種具有天生的免疫能力。就算一些患上壺菌病的物種，也能夠生存下來，顯示出演化性選擇的痕跡或等位基因。不過另一個解釋卻指一些蛙壺菌的形態並非真正的病原體。

## 分類
蛙壺菌是Batrachochytrium屬下的唯一物種。最初將它們分類在壺菌門下是基於孢子的超顯微結構，DNA分析也證實了這個觀點。

## 生理
蛙壺菌可以在4-25℃的氣溫下生長，最適於17-25℃。因此，它們可以在寄主的身上過冬。在25℃以上它們的生長較差，若高於28℃，生長就會停止。受感染的紅眼雨濱蛙只要留在37℃的環境就可以痊癒。

## 形態
蛙壺菌感染兩棲類的角蛋白皮膚。它們在表皮上的葉狀體有假根網絡及孢子囊。每個孢子囊都有一條管放出孢子。

### 遊離孢子結構
蛙壺菌的遊離孢子一般大3-5微米，呈長卵形，後端有一條19-20微米長的鞭毛，並藏有核糖體的鉸鏈區。一般會有一層球狀的膜包裹核糖體。在細胞體末端有一個細小的距，可能只是標本在甲醛固定時的加工品。核糖體的鉸鏈區由1個內質網的內胞漿網槽、2-3個粒線體及大型的微體所包圍。微體之間緊密排列，包圍著約4-6個脂質球，有一些脂質球似乎是被內胞漿網槽所包圍。一些遊離孢子會包含較多的脂質球。並沒有發現孢尾體。

### 鞭毛結構
在毛基體側有一個失效的細胞中心粒。9個互扣的支柱將毛基體固定在質膜上，在過渡帶上有終板。以橫向角度觀察過渡帶上的鞭毛小管，可以見到內部的環狀結構。毛基體並沒有根。大部份遊離孢子的核會有部份在核糖體群中，故偏向側面。在核糖體區以外的細胞質中，會有細小的液泡及高爾氏體。包含少量核糖體的粒線體會聚在盤狀的崤上。

## 生命周期
蛙壺菌有兩個主要的生命階段：無柄及繁殖的遊動孢子囊，和活動及有鞭毛的遊離孢子。遊離孢子只會在短時間內很活躍，能夠移動一段短距離。不過，遊離孢子具有化學趨向性，會向兩棲類表面的分子（如糖、蛋白質及胺基酸）前往。它們也含有多種蛋白水解酶及酯水解酵素，幫助消化兩棲類細胞，以兩棲類的皮膚作為養份供應來源。當遊離孢子到達其寄主時，它們會在皮膚下層形成一個孢囊，進入繁殖階段，發展為遊動孢子囊。遊動孢子囊會生產更多的遊離孢子，不斷感染寄主的皮膚，或釋放到周邊的水生環境。

### 菌型
蛙壺菌有時會出現與傳統遊離孢子或孢子囊不同的菌型。例如，在2003年歐洲熱浪，莱桑池蛙未被壺菌病大量殺死前，就有一種球狀、單細胞及只有80-120微米大的蛙壺菌。於當時並不知道它們是甚麼，到後來才確定是蛙壺菌。它們也是有包在囊中的遊離孢子，可以嵌入在休眠孢子中、腐生的或寄生的，並且在一些條件下非病原性的。當熱浪開始時，蛙壺菌變成了現時會引起疾病的遊離孢子。由此可見，一些兩棲類群落身上雖有蛙壺菌存在，但卻沒有感染壺菌病，並非因為牠們具有免疫能力，而是其環境並沒有足夠條件讓蛙壺菌變型。

### 棲息環境
蛙壺菌在兩棲類的皮膚上生長，及製造水生的遊離孢子。它們廣泛分佈在沙漠及低地森林至寒冷的山頂。它們可以是不致命的寄生蟲，或是腐生植物。它們會令棲於高地的兩棲類，或於冬天時造成大量的死亡率，在低溫下較易發病。

## 傳播疾病
有指蛙壺菌是源於非洲，後來經非洲爪蟾的貿易而廣傳世界各地。研究涉及697個爪蟾屬標本，都是於1879年至1999年在南部非洲採集。最早出現壺菌病的是於1938年發現的非洲爪蟾。研究亦指在壺菌病在非洲以外的地方傳播前，早已在非洲內肆虐了23年的時間。
由於美國牛蛙的低感染率，故也被指是帶菌者。美國牛蛙經常從圈養中逃走，並能夠建立野生群落，可以將蛙壺菌帶到其他地方。蛙壺菌可以生濕潤的土壤及鳥類羽毛中生存，這也可以其傳播途徑。壺菌病感染與北美洲、南美洲、中美洲、歐洲及澳洲兩棲類的大量死亡有關。它們也被指導致了澳洲的Taudactylus acutirostris的滅絕。
一些兩棲類特別容易感染蛙壺菌，包括林蛙、黃腿山蛙、南方雙帶河溪螈、杰斐遜鈍口螈、三鋸擬蝗蛙、蟋蟀雨蛙、霍氏鋤足蛙、南方豹蛙、里奧格蘭德豹蛙及撒丁山螈。

## 基因組
於2008年，兩個蛙壺菌的分離物基因組被DNA定序，科學家已積極將有關資料用在了解蛙壺菌在分子層面的生命周期及兩棲類的病原性。在9000個基因的研究中發現，多於55%在孢子囊及遊離孢子之間有不同的基因表現。多種金屬蛋白酶的表現相信是引發病原性，並會造成皮膚上的感染。

## 免疫假說
由於蛙壺菌造成兩棲類的嚴重衰落，科學家們都在研究如何抗衡。其中一項研究發現，那些能夠在感染壺菌病仍能生存下來的，傾向帶有大量的蘭黑紫色杆菌。這些細菌會生產抗真菌的化合物，如吲哚-3-甲醛及紫色桿菌素，少量也足以阻礙蛙壺菌的生長。另外，在紅背蠑螈身上發現的Lysobacter gummosus可以生產2,4-二乙酰基間苯三酚，也都能阻礙蛙壺菌的生長。

## 殺蟲劑影響
以往一直有指殺蟲劑的使用也是導致兩棲類減少的原因。於2007年，這個說法得到肯定。研究發現，當黃腿山蛙暴露在非致命的甲萘威濃度下，會較易感染壺菌病。甲萘威會使牠們皮膚上的縮氨酸防衛大幅削弱，破壞其免疫防禦，增加患病的風險。

## 外部連結
- Chytrid Fungi Online
- Chytridiomycosis causes amphibian mortality associated with population declines in the rain forests of Australia and Central America
- Emerging Infectious Diseases and Amphibian Population Declines （页面存档备份，存于）
- Survival of Batrachochytrium dendrobatidis in Water: Quarantine and Disease Control Implications （页面存档备份，存于）
- Index Fungorum （页面存档备份，存于）